# Отрада (река)
Отрада — река в России на острове Шикотан, входящем в состав группы Малой гряды Курильских островов. Река протекает на южной окраине поселка Малокурильское. Длина реки — 8 км.
Река берёт начало на восточной стороне острова Шикотан, течёт на юго-восток до подножия горы Брюсова. Далее меняет направление и течёт на северо-запад, проходя у подножия горы Шикотан, до границ поселка Малокурильское. Проходя по южной окраине посёлка, впадает в бухту Малокурильская.
На острове Шикотан сотрудниками научного отдела государственного природного заповедника «Курильский» составлен фенологический маршрут. Данный маршрут проходит по территории государственного заказника федерального значения «Малые Курилы» вдоль русла реки Отрада от поселка Малокурильское до горы Шикотан. Длина маршрута всего два километра, но здесь представлены все типичные растения острова, что позволит выявить особенности сезонного развития флоры острова Шикотан.
Пойма реки Отрада является типичным местом произрастания пиона обратнояйцевидного (Paeonia obovata), внесённого в Красную книгу РФ и Красную книгу Сахалинской области.

## Данные водного реестра
По данным государственного водного реестра России относится к Амурскому бассейновому округу. Речной бассейн — бассейны рек острова Сахалин. Водохозяйственный участок — Курильские острова.
Код водного объекта: 20050000312199000000020.